# Valenka
Valenka è un personaggio del film Casino Royale, ventunesimo film della serie di James Bond ispirata all'opera dello scrittore Ian Fleming. È una tirapiedi e amante di Le Chiffre, il cattivo principale. È interpretata da Ivana Miličević.

## Film
Valenka segue Le Chiffre in tutte le sue operazioni, e prova attrazione per lui. Appare per la prima volta alle Bahamas, e in seguito sarà presente anche in Montenegro al Casino Royale, dove Le Chiffre si apprestava a disputare una partita a poker per recuperare grosse somme di denaro perdute. Nel corso di un intervallo della partita, viene catturata da Steven Obanno, cliente di Le Chiffre, che minaccia di amputarle un braccio con una spada qualora non avesse ottenuto la somma di denaro stabilita.
Più tardi tenterà di avvelenare Bond versando nel suo Vesper Martini un potentissimo veleno. 007 riuscirà a salvarsi grazie al tempestivo intervento di Vesper Lynd; in seguito Valenka, insieme a Le Chiffre e ad altri compagni, verrà uccisa da Mr. White, membro dell'associazione terroristica Quantum.